# Олёкма
Олёкма (якут. Өлүөхүмэ) — река в России, протекает по Забайкальскому краю, Амурской области и Якутии, правый приток Лены.

## Этимология
Название реки предположительно происходит от эвенк. Олоохунай — «беличья, богатая белкой».

## Исторические сведения
Русские землепроходцы впервые вышли к Олёкме в 1633 году, и близ её устья основали ясачное зимовье. Спустя два года Пётр Бекетов на месте зимовья построил Олёкминский острожек. В 1649 году по реке прошёл Ерофей Хабаров. В 1843 году в бассейне Олёкмы были открыты богатые месторождения россыпного золота.

## География

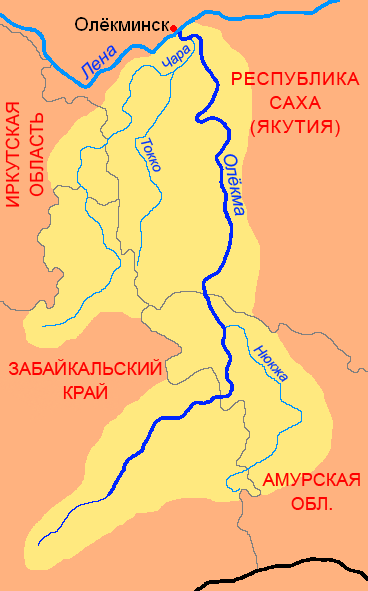
Бассейн Олёкмы

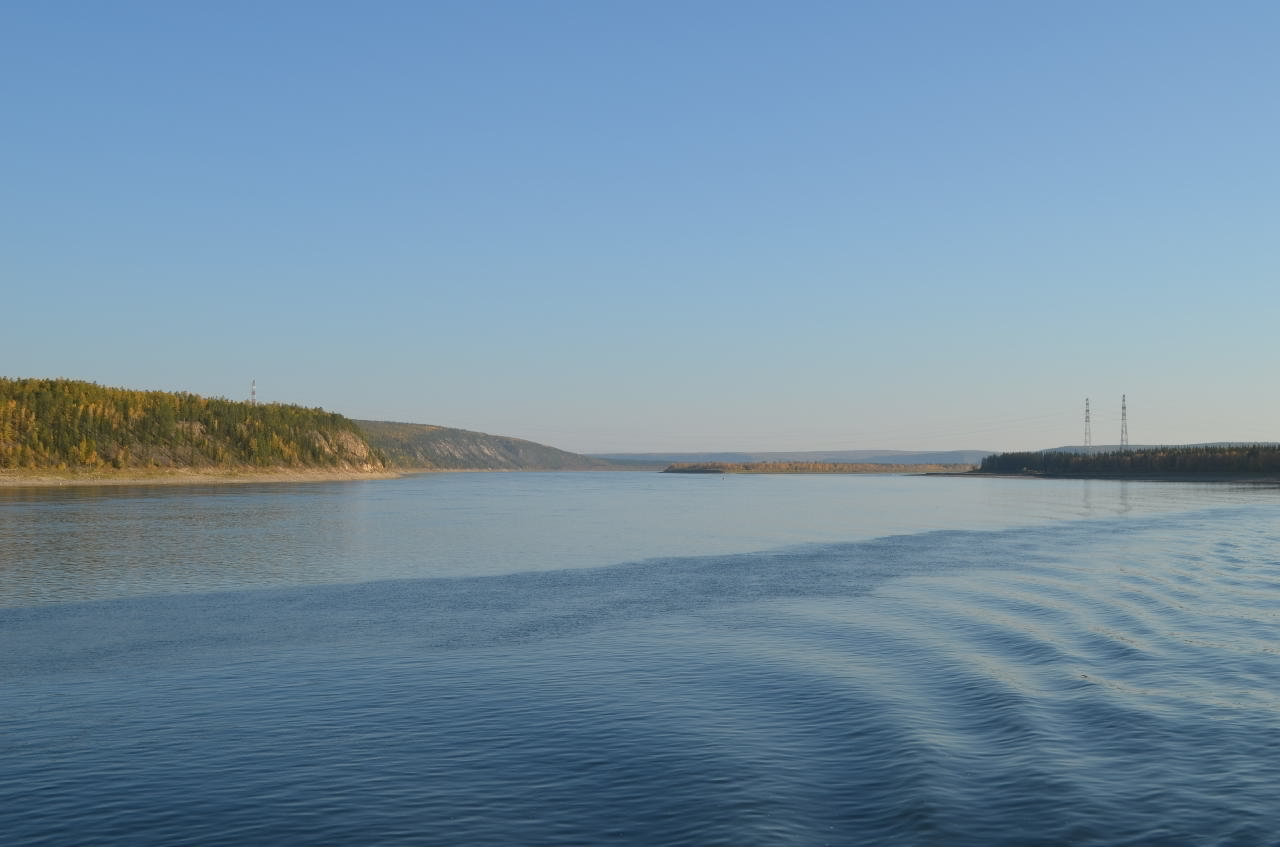
Устье Олёкмы

Длина реки — 1436 км, площадь водосборного бассейна — 210 000 км². Является 4-м по площади бассейна и длине притоком Лены.
Берёт начало в Муройском хребте (Олёкминский Становик), течёт в широкой межгорной долине на северо-восток; повернув на север, протекает между хребтами Чельбаус (с востока) и Южным и Северным Дырындинскими, и Каларским. Далее течёт в глубокой долине прорыва между хребтами Удокан и Становым. Здесь река порожиста, скорость течения достигает 5—5,5 м/с. Ниже глубокая долина Олёкмы разделяет плоскогорья Чугинское и Чоруодское. Затем река огибает с востока Олёкмо-Чарское плоскогорье, долина расширяется, скорость течения падает до 0,5—1,2 м/с.
В устье притока Тунгурчан находится термоминеральный источник.

## Гидрология
Питание дождевое и снеговое, роль последнего вниз по течению увеличивается. Среднегодовой расход воды — 1950 м³/с, объём стока — 61,544 км³. Замерзает в октябре, в верховьях в отдельные годы перемерзает с февраля по март, часто образуются наледи. Вскрывается в мае. Летом происходят бурные паводки. Максимальные годовые расходы воды возможны как в половодье (обычно продолжается 51 день), так и во время дождевых паводков. Размах колебаний уровня в течение года в среднем 11 м, максимальный — 17 м.
Мутность воды — 12 г/м³, расход взвешенных наносов — 23,4 кг/с. Минерализация воды зависит от сезона года и колеблется от 100 до 300 мг/л. Воды реки относятся к гидрокарбонатному классу.
| Средний расход воды (м³/с) реки Олёкмы по месяцам и за год с 1936 по 1999 гг. (замеры производились на гидрологическом посту в районе с. Куду-Кюёль, 156 км от устья) |

## Хозяйственное использование
Сплав грузов по Тунгиру, связанному трактом с Транссибирской магистралью, и далее по Олёкме. Катерное судоходство выше устья Енюка, на нижних 406 км от устья Олёкмы. Движение более крупных судов возможно в многоводные периоды года.
В 10 км выше устья, на левом берегу Лены расположен город Олёкминск. Населённые пункты на реке (от истока к устью: Средняя Олёкма, Усть-Нюкжа, Дикимдя, Куду-Кюёль,Троицк.
В верховьях реки расположен четвёртый по площади в России Олёкминский заповедник.
От устья Хани до устья Нюкжи по долине реки проходит Байкало-Амурская магистраль (около 70 км), пересекая Олёкму в 20 км западнее станции Юктали.

## Притоки
Олёкма имеет более 200 притоков с длиной больше 10 км.
Объекты перечислены по порядку от устья к истоку.
- 14 км: Хара-Юрэх
- 19 км: Тарын
- 28 км: Чара
- 35 км: Кубалаах
- 42 км: Нууччалыы-Юрэх
- 46 км: Шаман
- 58 км: Мырайа
- 66 км: Улахан-Майыкаан
- 72 км: Унга-Кёрсюгэ
- 72 км: Хангас-Кёрсюгэ
- 80 км: Кураанах
- 81 км: Селеур
- 89 км: Сюрдью
- 97 км: Улахан-Бэс-Юрэх
- 99 км: Улахан-Сюрдьюкээт
- 108 км: Курунгнаах
- 110 км: Туотаайы
- 121 км: Степан
- 126 км: Улахан-Елююкээн
- 143 км: Мэдэдэй
- 144 км: Тиксээн
- 150 км: Аллара-Дабаан
- 152 км: Тарыын
- 159 км: Атырдьах
- 160 км: Гришко-Аллара
- 161 км: Курунгнаах
- 179 км: Юёдэй
- 193 км: Аллара-Кюскээ
- 195 км: Юёсэ-Кюскээ
- 197 км: Иккис-Омолгичан
- 201 км: Омолгичан
- 208 км: Дол-Диикэй
- 224 км: Юёсэ-Дабаан
- 225 км: Дьоко
- 226 км: Юённээх
- 228 км: Юённээхэн
- 233 км: Хатыыстыыр
- 235 км: Мундунда
- 242 км: Бэдэрдээх
- 246 км: Мохоскоон
- 250 км: Мохос
- 256 км: Улахан-Дьиикимдэ
- 262 км: Куччугуй-Дьиикимдэ
- 276 км: Кирестээх
- 278 км: Ыртыкы
- 287 км: Курунг
- 290 км: Тарын
- 304 км: Мээлэчээн
- 308 км: Кудрин
- 310 км: Тэнсиик
- 320 км: Ёрюс-Мелэ
- 323 км: Сююс-Тиинг
- 342 км: Ыакай
- 349 км: Ытыылаах
- 356 км: Хани
- 361 км: Нижний Кудуликан
- 371 км: Таас-Хайко
- 376 км: Талах
- 377 км: река без названия
- 381 км: Таас-Миэлэ
- 386 км: ручьи без названия
- 392 км: Оноктах
- 395 км: Енюка
- 411 км: Лытый
- 418 км: Белян
- 428 км: Правый Онголо
- 432 км: Яелак
- 436 км: Чокчой
- 438 км: Нижний Чокчой
- 439 км: Верхний Чокчой
- 453 км: Тарын
- 456 км: Чеенче
- 470 км: Саккырыыр
- 480 км: Килэйкэннээх
- 484 км: Тунгурча
- 491 км: река без названия
- 491 км: Тунгурчакан
- 496 км: Токур
- 503 км: Олдонгсо
- 519 км: Нижний Тумуллур
- 521 км: Тэтингнээх
- 527 км: Тумуллуур
- 534 км: Тирэх-Мастаах
- 554 км: Сырылыыр
- 564 км: Хотугу-Чабиникит
- 565 км: Кудули
- 571 км: Верхний Кудуликан
- 574 км: Согуруу-Чабиникит
- 578 км: Авика
- 589 км: Имангракан
- 594 км: Имангра
- 595 км: Чебаркас
- 602 км: Эльгин
- 609 км: Таас-Юрэх
- 610 км: река без названия
- 612 км: Макиляк
- 618 км: Укурум
- 620 км: Катын
- 631 км: Нюкжа
- 635 км: Идигин
- 648 км: Черемхалак
- 656 км: Малый Даванак
- 657 км: Большой Даванак
- 666 км: Правый Ланкули
- 677 км: Дарын-Юрэх
- 697 км: Дыгдынча
- 704 км: Нижний Селых
- 707 км: Средний Селых
- 711 км: Верхний Селых
- 720 км: Дурынча
- 723 км: Джелу
- 739 км: Багулек
- 739 км: Черемкалях
- 753 км: Татыннак
- 765 км: Балыктах
- 767 км: Ампардак
- 770 км: Балгиктакан
- 779 км: Хатыстыр
- 783 км: река без названия
- 784 км: Турукан
- 792 км: Илипкан
- 801 км: Тренак
- 803 км: река без названия
- 812 км: река без названия
- 816 км: река без названия
- 817 км: река без названия
- 821 км: Иччилах
- 830 км: Копри
- 834 км: река без названия
- 840 км: Или
- 850 км: Мал. Юктали
- 854 км: Саксурин
- 859 км: Гобзякит
- 866 км: Земку
- 889 км: Атыркан-Бирагин
- 892 км: Уксак
- 905 км: Тунгир
- 914 км: Гагай
- 919 км: Никулка
- 930 км: Малая Мокла
- 932 км: Мокла
- 947 км: Могочан
- 954 км: Нижний Суруги
- 971 км: Верхний Суруги
- 983 км: Улунтуй
- 985 км: Сиригучи
- 990 км: Опкоро
- 997 км: Залтуктакан
- 1000 км: Кудыкта
- 1023 км: Олошка
- 1028 км: Средняя Мокла
- 1050 км: Бармакит
- 1068 км: река без названия
- 1092 км: Бургаг
- 1105 км: Бергаликан
- 1117 км: Наптоннокит
- 1127 км: Муоклакан
- 1135 км: Мажильту
- 1157 км: Колтовкинда
- 1177 км: Лукучон
- 1179 км: Инача
- 1180 км: Неннан
- 1182 км: Коннорин
- 1192 км: Олгонро
- 1200 км: Кодолунга
- 1206 км: Чучкина
- 1212 км: Джелтукта
- 1221 км: Двильджа
- 1222 км: Чопкокон
- 1228 км: Ивильдю
- 1232 км: река без названия
- 1238 км: Амунакта
- 1245 км: Олгонда
- 1254 км: река без названия
- 1258 км: Сария
- 1262 км: река без названия
- 1265 км: река без названия
- 1267 км: река без названия
- 1273 км: река без названия
- 1285 км: Венегер
- 1299 км: Берея
- 1320 км: Широкий
- 1323 км: Амуткачи
- 1325 км: Джелтукта
- 1336 км: Амудиза
- 1339 км: Большой Чокур
- 1352 км: Большая Талочи
- 1358 км: Имандан-Макит
- 1359 км: Алгачи
- 1369 км: Оёкта
- 1379 км: Ловугичи
- 1383 км: Солокит
- 1387 км: Оичи
- 1389 км: река без названия
- 1396 км: Сиригичи
- 1397 км: Оекта
- 1405 км: Гирамдакичи
- 1416 км: Чукокит